# العلاقات الباهاماسية البوتسوانية
العلاقات الباهاماسية البوتسوانية هي العلاقات الثنائية التي تجمع بين باهاماس وبوتسوانا.

## مقارنة بين البلدين
هذه مقارنة عامة ومرجعية للدولتين:
| وجه المقارنة                                              | باهاماس      | بوتسوانا                       |
| --------------------------------------------------------- | ------------ | ------------------------------ |
| المساحة (كم2)                                             | 13.88 ألف    | 581.74 ألف                     |
| عدد السكان (نسمة)                                         | 395.36 ألف   | 2.29 مليون                     |
| الكثافة السكانية (ن./كم²)                                 | 28.48        | 3.94                           |
| العاصمة                                                   | ناساو        | غابورون                        |
| اللغة الرسمية                                             | لغة إنجليزية | لغة إنجليزية                   |
| العملة                                                    | دولار بهامي  | بولا بوتسواني                  |
| الناتج المحلي الإجمالي (بليون دولار)                      | 12.16 مليار  | 17.41 مليار                    |
| الناتج المحلي الإجمالي (تعادل القوة الشرائية) بليون دولار | 8.92 مليار   | 35.84 مليار                    |
| الناتج المحلي الإجمالي الاسمي للفرد دولار أمريكي          | 22.82 ألف    | 6.36 ألف                       |
| الناتج المحلي الإجمالي للفرد دولار أمريكي                 |              | 16.10 ألف                      |
| مؤشر التنمية البشرية                                      | 0.790        | 0.698                          |
| رمز المكالمات الدولي                                      | +1242        | +267                           |
| رمز الإنترنت                                              | .bs          | .bw                            |
| المنطقة الزمنية                                           | 00           | ت ع م+02:00، توقيت وسط إفريقيا |

## منظمات دولية مشتركة
يشترك البلدان في عضوية مجموعة من المنظمات الدولية، منها:
| علم المنظمة | اسم المنظمة                                 | تاريخ انضمام باهاماس | تاريخ انضمام بوتسوانا |
| ----------- | ------------------------------------------- | -------------------- | --------------------- |
|             | مؤسسة التنمية الدولية                       | 23 يونيو 2008        | 24 يوليو 1968         |
|             | يونسكو                                      | 23 أبريل 1981        | 16 يناير 1980         |
|             | وكالة ضمان الاستثمار متعدد الأطراف          | 4 أكتوبر 1994        | 15 مايو 1990          |
|             | الأمم المتحدة                               | 18 سبتمبر 1973       | 17 أكتوبر 1966        |
|             | مجموعة دول أفريقيا والكاريبي والمحيط الهادئ | ?                    | ?                     |
|             | دول الكومنولث                               | ?                    | ?                     |
|             | الاتحاد البريدي العالمي                     | ?                    | ?                     |
|             | البنك الدولي للإنشاء والتعمير               | 21 أغسطس 1973        | 24 يوليو 1968         |
|             | الاتحاد الدولي للاتصالات                    | 19 أغسطس 1974        | 2 أبريل 1968          |
|             | منظمة حظر الأسلحة الكيميائية                | ?                    | ?                     |
|             | مؤسسة التمويل الدولية                       | 8 ديسمبر 1986        | 23 مارس 1979          |
|             | المركز الدولي لتسوية المنازعات الاستشارية   | 18 نوفمبر 1995       | 14 فبراير 1970        |
|             | منظمة الشرطة الجنائية الدولية               | ?                    | ?                     |

## وصلات خارجية
- موقع وزارة الخارجية البوتسوانية